# Hank Stram
Henry Louis Stram (* 3. Januar 1923 in Chicago, Illinois; † 4. Juli 2005 in Covington, Louisiana) war ein US-amerikanischer American-Football-Spieler und -Trainer. Ferner war er als Baseballtrainer tätig.

## Jugend/College
Stram wurde als Sohn eines aus Polen stammenden Vaters geboren. Er hatte eine Schwester. Sein Vater, ein professioneller Wrestler, änderte später den Nachnamen in Stram um. Nach dem Umzug der Familie nach Gary, Indiana, besuchte er dort die High School und spielte dort Football und Baseball. Stram erhielt 1942 ein Stipendium an der Purdue University in West Lafayette, Indiana und spielte dort als Runningback für die Purdue Boilermakers. Er war auch in deren Baseballmannschaft als Spieler im Einsatz. Nach einem Jahr erfolgte die Verpflichtung zur US Army, er wurde allerdings nicht zum Kriegseinsatz nach Europa oder Asien während des Zweiten Weltkrieges geschickt. 1946 und 1947 konnte er dann seine Spielerlaufbahn als Collegefootballspieler, beziehungsweise Baseballspieler fortsetzen, wurde danach jedoch nie von einem Profiteam verpflichtet.

## Trainer

### Collegefootball
Von 1948 bis 1955 war Stram Assistant Coach bei den Boilermakers. Zu diesem Zeitpunkt lernte er auch einen jungen Nachwuchsspieler, den Quarterback Len Dawson, kennen. Beide blieben bis zum Lebensende von Stram Freunde. Gemeinsam feierten sie in späteren Jahren große Erfolge. Bis 1959 war Stram noch bei weiteren Colleges als Assistenztrainer tätig, so unter anderem an der Southern Methodist University in Dallas und zuletzt an der University of Miami.

### Collegebaseball
Von 1951 bis 1955 war Stram auch der Trainer der Purdue-Baseballmannschaft. In dieser Zeit verloren die Boilermakers allerdings mehr Spiele als sie gewinnen konnten – 58 von 113 Spielen. Stram verfolgte seine Baseballkarriere nicht weiter und konzentrierte sich auf Football.

### Footballtrainer in den Profiligen
1959 wurde die American Football League gegründet. Stram wurde von einem neuen Team, dessen Teambesitzer Lamar Hunt ihn als Spieler der Southern Methodist University kennengelernt hatte, den Dallas Texans, verpflichtet. Die Texans nahmen 1960 ihren Spielbetrieb auf, zogen 1963 allerdings nach Kansas City um und wurden in Chiefs umbenannt. 1962 gelang es Stram, seinen Freund Len Dawson, der bei den Pittsburgh Steelers und Cleveland Browns zuvor ein Reservistendasein gefristet hatte, an die Texans/Chiefs zu binden. Der große Aufstieg der Chiefs begann. Im Jahr von Dawsons Verpflichtung konnte Stram mit seiner Mannschaft das AFL Championship Game (NFL und AFL gingen damals noch getrennte Wege) gegen die Houston Oilers mit 20:17 gewinnen.

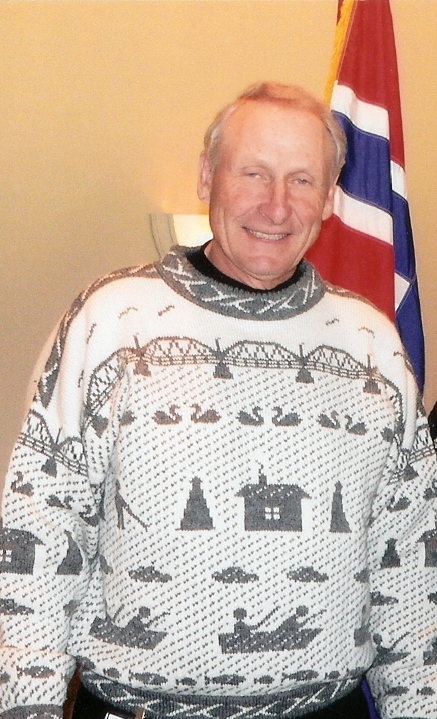
Jan Stenerud

1963 wurden die Texans in Kansas City Chiefs umbenannt, nachdem man von Dallas nach Kansas City umgezogen war. 1966 gelang dem Team nochmals eine Meisterschaft, sie konnten die Buffalo Bills mit 31:7 schlagen, mussten sich aber im AFL-NFL World Championship Game dem Vertreter der NFL, den Green Bay Packers unter ihrem Trainer Vince Lombardi mit ihrem Quarterback Bart Starr mit 35:10 geschlagen geben. Das Spiel wurde später in Super Bowl I umbenannt und die Siegestrophäe nach Vince Lombardi benannt.
1969 schlugen die Chiefs im AFL Championship Game die Oakland Raiders mit 17:7 und zogen in den Super Bowl IV ein, den sie gegen die Minnesota Vikings 1970 mit 23:7 gewinnen konnten. Dawson wurde MVP des Spiels. Nach dem Zusammenschluss der AFL und der NFL im Jahr 1970 blieb Stram Trainer der Chiefs. Er konnte aber nicht mehr an frühere Erfolge anschließen, 1971 scheiterte er in den Play-offs an den Miami Dolphins, 1972–1974 kam das Team nicht über die Regular Season hinaus. 1974 verließ Stram die Chiefs, um von 1976 bis 1977 ohne großen Erfolg die New Orleans Saints mit Quarterback Archie Manning zu trainieren.
Stram war ein begnadetes Motivationstalent, ein herausragender Talentsucher und ein Trainer, der in der Lage war, junge Spieler an die Ligaspitze heranzuführen, so unter anderem geschehen bei seinem Freund Len Dawson, aber auch bei Spielern wie Jan Stenerud oder Willie Lanier. Strams Mannschaften konnten 131 Spiele gewinnen, verloren 97 Spiele und spielten 10-mal unentschieden.

## Ehrungen
Stram wurde 1968 durch die Presse zum AFL-Trainer des Jahres gewählt. Er ist Mitglied der Purdue Intercollegiate Athletics Hall of Fame und seit 2003 der Pro Football Hall of Fame.

## Nach der Karriere
Stram arbeitete nach 1977 als Footballanalyst für das Fernsehen und als Radiomoderator. Der herzkranke Stram starb in Covington an den Folgen eines Diabetes. Stram hinterließ eine Frau und sechs Kinder. Er ist auf dem Pinecrest Memorial Gardens in Covington beerdigt.